# 20. slovenska narodnoosvobodilna brigada
Za druge 20. brigade glejte 20. brigada.
20. slovenska narodnoosvobodilna brigada je bila brigada v sestavi Narodnoosvobodilne vojske in partizanskih odredov Jugoslavije in ki je delovala med drugo svetovno vojno na področju Kraljevine Jugoslavije.

## Organizacija
- štab
- 2x bataljon